# Variedad Weinstein
En matemáticas, las variedades Weinstein son una clase de variedades simplécticas flexibles. Su estructura es tal que la rigidez que la estructura simpléctica podría imponer en hacer una operación topológica casi no aparece. Así, construcciones como las construcciones con handle-bodies o el h-principio funcionan para este tipo de variedades.

## Definición
Una variedad simpléctica {\displaystyle (V,\omega )} es una variedad Weinstein si admite un campo de Liouville X completo y una función de Morse exhaustiva de la variedad en R tal que el campo X sea pseudo-gradiente para la función. La estructura Weinstein se suele denotar
{\displaystyle (V,\omega ,X,\phi )}
También se define la noción de dominio de Weinstein donde la variedad simpléctica es compacta con frontera de manera que el campo de Liouville apunta hacia el exterior de la frontera y la frontera está contenida en un conjunto de nivel de la función de Morse. En estos términos, una variedad de Weinstein se puede estudiar como la unión de dominios de Weinstein. Siendo más preciso, una variedad de Weinstein {\displaystyle (V,\omega ,X,\phi )} se puede ir estudiando analizando progresivamente los dominios de Weinstein {\displaystyle {\phi \leq k}}, entendiendo que k toma siempre valores regulares.

## Ejemplos
Un ejemplo clásico de variedad simpléctica es el fibrado cotangente. Sea V el fibrado cotangente de una variedad cerrada con la forma simpléctica canónica inducida por la forma de Liouville. Veamos que además admite una estructura Weinstein. Para eso consideramos una función de Morse f en la variedad base, acoplando el gradiente -con respecto a una métrica Riemanniana en la base- con la forma de Liouville obtenemos una función F. El campo suma del campo radial en los momentos junto con el campo asociado al Hamiltoniano F es Liouville y es un pseudo-gradiente para la función de Morse suma de energía cinética y f.
Dado un dominio de Weinstein podemos obtener una variedad de Weinstein añadiendo la variedad simplectizada de la frontera, que es una variedad de contacto. De hecho, una variedad de Weinstein tal que la función de Morse tiene un número finito de puntos críticos se puede obtener completando un dominio de Weinstein con la variedad simplectizada. En particular las variedades Weinstein dan lugar a ejemplos de variedades de contacto, cualquier conjunto de nivel de la función de Morse es de contacto.
Dadas dos variedades Weinstein es posible dotar el producto cartersiano de una estructura Weinstein de la forma natural.

## Relación con las variedades Stein
Sea (V,J) una variedad Stein, entonces es posible dotarla de una estructura Weinstein. Por definición la variedad V tiene una función de Morse exhaustiva fuertemente plurisubharmónica induciendo una estructura simpléctica. Ésta no depende salvo simplectomorfismos isótopos a la identidad de la función de Morse elegida. Sólo es necesario especificar el campo de Liouville, es suficiente tomar el gradiente de la propia función de Morse con la métrica Riemanniana inducida por la estructura simpléctica y la estructura casi-compleja J.